# Zoe; a Biological Journal
Zoe; a Biological Journal (abreviado Zoe) fue una revista con ilustraciones y descripciones botánicas que fue editada en Estados Unidos. Publicó 5 números desde el año 1890 hasta 1900/08.